# Live 8
Il Live 8 fu una serie di 11 concerti gratuiti organizzati per il 2 luglio 2005 nelle nazioni appartenenti al G8. I primi dieci concerti si sono tenuti simultaneamente il 2 luglio in altrettante diverse città e l'undicesimo si è tenuto il 6 luglio. La data fu scelta sia perché cadeva immediatamente prima della conferenza del G8 e del summit che si tennero al Gleneagles Hotel di Perthshire, in Scozia, sia perché veniva a coincidere con il 20º anniversario del Live Aid.
Questa campagna musicale, che correva in parallelo alla campagna britannica "Make Poverty History", aveva l'obiettivo di far pressione sui leader politici delle nazioni più ricche e potenti del mondo per cancellare il debito delle nazioni povere, incrementare e migliorare gli aiuti verso di esse, e negoziare con esse regole commerciali più eque.
Alle manifestazioni musicali hanno preso parte numerosissimi artisti provenienti da tutto il mondo, inclusi alcuni dei più importanti nomi della storia della musica contemporanea, quali Audioslave, Björk, Bon Jovi, Coldplay, The Cure, Deep Purple, Green Day, Elton John, Linkin Park, Madonna, Mariah Carey, Paul McCartney, Muse, Pet Shop Boys, Pink Floyd (nell'ultimo evento che vede i quattro membri storici della band riuniti ufficialmente), R.E.M., U2, The Who e molti altri, oltre all'organizzatore dell'evento Bob Geldof.
L'evento non è mai stato pubblicato in formato CD, ma nel novembre del 2005 la EMI ne ha pubblicato il DVD ufficiale.

## Organizzazione
Live Aid e l'organizzatore del gruppo musicale Band Aid, Bob Geldof, annunciarono l'evento il 31 maggio 2005. Molti degli artisti intervenuti al Live Aid del 1985 rinnovarono immediatamente la loro disponibilità. Fino all'annuncio ufficiale dell'evento, molti organi di informazione ne hanno parlato come di un "Live Aid 2". Ciò nonostante Geldof e il suo stretto collaboratore Midge Ure hanno subito tenuto a sottolineare che il loro intento era diverso: «Questo non è il "Live Aid 2". Questi concerti sono il punto di partenza per "la lunga marcia verso la Giustizia", l'unico modo per far ascoltare le nostre voci all'unisono». Molti dei partecipanti al Live 8 hanno preso parte anche ai concerti di NetAid.
Complessivamente, al Live 8 hanno suonato più di mille artisti; i concerti sono stati trasmessi da 182 canali televisivi e da più di duemila stazioni radiofoniche.
Al summit del G8, gli organizzatori del Live 8 presentarono ai leader del mondo la "Live 8 List", ovvero la lista dei nomi di coloro che, da tutto il mondo, hanno affermato il loro supporto ai princìpi e agli obiettivi della manifestazione. Questi stessi nomi sono apparsi a più riprese apparsi sui maxischermi durante i concerti dell'evento.
I critici di Geldof, delle sue iniziative, e delle sue idee politiche hanno descritto il Live 8 come un mezzo di promozione per rock star ricche e bianche; hanno sostenuto che gli obiettivi specifici della manifestazione, anche una volta raggiunti, sarebbero tornati utili più ai governi africani corrotti che a quelli poveri. Alcuni possessori di biglietti hanno inoltre provato a metterli in vendita su eBay, un sito di aste on-line, creando un caso mediatico che ha costretto Geldof a chiedere all'azienda di cancellare quelle aste, incoraggiando persino gli hacker ad attaccare eBay che, dopo molte controversie, ha effettivamente chiuso le aste incriminate.

## Artisti

### Hyde Park, Londra
- Richard Ashcroft
- Mariah Carey
- Coldplay
- Dido
- Bob Geldof
- Elton John
- Keane
- The Killers
- Annie Lennox
- Paul McCartney
- Ms. Dynamite
- Madonna
- George Michael
- Youssou N'Dour
- Pink Floyd
- R.E.M.
- Razorlight
- Scissor Sisters
- Snoop Dogg
- Snow Patrol
- Stereophonics
- Sting
- Joss Stone
- Travis
- U2
- UB40
- Velvet Revolver
- The Who
- Robbie Williams

### Mary Fitzgerald Square, Newtown Johannesburg
- 4Peace Ensemble
- Jabu Khanyile and Bayete
- Lindiwe
- Lucky Dube
- Mahotella Queens
- Malaika
- Orchestre Baobab
- Oumou Sengare
- Zola

### Makuhari Messe, Tokyo
- Björk
- Def Tech
- Do As Infinity
- Dreams Come True
- Good Charlotte
- McFly
- Rize

### Siegessäule, Berlino
- A-ha
- Audioslave
- BAP
- Brian Wilson
- Chris de Burgh
- Crosby, Stills & Nash
- Die Toten Hosen
- Faithless
- Green Day
- Herbert Grönemeyer
- Joana Zimmer
- Juan Diego Flórez
- Juli
- Katherine Jenkins
- Reamonn
- Renee Olstead
- Robbie Williams
- Roxy Music
- Sasha
- Silbermond
- Söhne Mannheims
- Wir sind Helden

### Circo Massimo, Roma
- Biagio Antonacci
- Claudio Baglioni
- Alex Britti
- Cesare Cremonini
- Duran Duran
- Francesco De Gregori
- Elisa
- Gemelli DiVersi (con Roby Facchinetti)
- Irene Grandi
- Faith Hill
- Jovanotti
- Luciano Ligabue
- Fiorella Mannoia
- Fiorello
- Tim McGraw
- Meg
- Negramaro
- Negrita
- Nek
- Noa
- Orchestra Piazza Vittorio
- Mauro Pagani
- Laura Pausini
- Piero Pelù
- Max Pezzali
- Planet Funk
- Povia
- Ron
- Stefano Senardi
- Tiromancino
- Velvet
- Antonello Venditti
- Le Vibrazioni
- Renato Zero
- Zucchero Fornaciari
- Irene Fornaciari

### Piazza Rossa, Mosca
- Bravo
- Bi-2
- Pet Shop Boys
- Moral Code X
- Splean
- Valerij Sjutkin

### Museum of Art, Filadelfia
- Alicia Keys
- Black Eyed Peas
- Bon Jovi
- Dave Matthews Band
- Def Leppard
- Destiny's Child
- Jay-Z
- Josh Groban
- Kaiser Chiefs
- Kanye West
- Keith Urban
- Linkin Park
- Maroon 5
- Rob Thomas
- Sarah McLachlan
- Stevie Wonder
- Will Smith (DJ Jazzy Jeff & the Fresh Prince)

### Castello di Versailles, Parigi
- Andrea Bocelli con la Philharmonie der Nationen
- Alpha Blondy
- Axelle Red
- Calogero
- Cerrone / Nile Rodgers
- Craig David
- The Cure
- Diam's
- Dido
- Disiz la Peste
- Faudel
- Florent Pagny
- David Hallyday
- Kool Shen
- Kyo
- Louis Bertignac
- Magic System
- Muse
- Placebo
- Raphaël
- Shakira
- Tina Arena
- Yannick Noah
- Youssou N'Dour
- Zucchero Fornaciari

### Eden Project, Cornovaglia
- Daara J
- Dido
- Modou Diouf
- Chartwell Dutiro
- Frititi
- Peter Gabriel
- Akim El Sikameya
- Emmanuel Jal
- Johnny Kalsi
- Salif Keïta
- Angélique Kidjo
- Kanda Bongo Man
- Thomas Mapfumo & the Blacks Unlimited
- Mariza
- Coco Mbassi
- Maryam Mursal
- Youssou N'Dour & Le Super Étoile
- Ayub Ogada
- Geoffrey Oryema
- Shikisha
- Siyaya
- Tinariwen

### Park Place, Barrie (Toronto)
- Bryan Adams
- African Guitar Summit
- Jann Arden
- Barenaked Ladies
- Blue Rodeo
- Tom Cochrane
- Bruce Cockburn
- The Bachman Cummings Band
- DMC
- Deep Purple
- Céline Dion (via satellite)
- DobaCaracol featuring K'naan
- Great Big Sea
- Les Trois Accords
- Gordon Lightfoot
- Jet
- Mötley Crüe
- Our Lady Peace
- Sam Roberts
- Simple Plan
- The Tragically Hip
- Neil Young

## Eventi chiave nell'organizzazione dell'evento
31 maggio 2005: Bob Geldof annuncia ufficialmente i concerti Live 8. Geldof invita anche alla partecipazione a una marcia coincidente ai concerti da tenersi a Edimburgo per protestare contro la povertà con lo slogan: «Sono meglio due giorni di lavoro? O due di geometria? O partecipare a qualcosa che ricorderai per tutta la vita?».
3 giugno: Il cancelliere britannico Gordon Brown annuncia che la VAT (il corrispettivo britannico dell'IVA italiana) non peserà sul costo del concerto di Londra. Il cancelliere stima che questo provvedimento permetterà agli organizzatori di risparmiare £500.000. Approva anche la richiesta di Geldof di organizzare una marcia per la pace in Scozia.
6 giugno: Vengono inviati i primi SMS per la lotteria che assegnerà i biglietti per il concerto londinese. Solo il primo giorno gli SMS ricevuti sono un milione e mezzo.
7 giugno: Midge Ure annuncia un concerto che si terrà al Murrayfield Stadium a Edimburgo il 6 luglio con lo stesso scopo.
11 giugno: I ministri della finanza del G8 sono d'accordo con la cancellazione del debito contratto da 18 dei paesi più poveri.
14 giugno: eBay annuncia di voler bloccare la vendita online dei biglietti dopo l'intervento di Geldof riguardo alla pubblica asta per la vendita di questi ultimi sul sito.
15 giugno: Viene annunciato che Peter Gabriel organizzerà un sesto concerto simultaneo Live 8 chiamato Africa Calling insieme a tutti gli artisti africani, per rispondere alle critiche riguardo alla presenza di soli artisti bianchi nelle altre sedi. L'evento avrà sede in Cornovaglia, nell'Inghilterra sudoccidentale, il 2 luglio. Il musicista senegalese Youssou N'Dour ha intenzione di finanziare il concerto, che prevede la presenza degli artisti africani Maryam Mursal, Salif Keïta e Thomas Mapfumo.
16 giugno: Geldof annuncia altri tre concerti per il 2 luglio, che si terranno a Johannesburg in Sudafrica, Tokyo in Giappone, e Toronto/Barrie in Canada.
17 giugno: Lancio della "Lista Live 8", una petizione rivolta ai leader del G8.
21 giugno: Annuncio del Live 8 canadese. Tra gli artisti saranno presenti Bryan Adams, Barenaked Ladies e altri. L'evento sarà condotto dai comici Dan Aykroyd e Tom Green.
21 giugno: Damon Albarn, che precedentemente aveva criticato il Live 8 per l'assenza di artisti africani, muta il suo giudizio: «Certamente dirò qualcosa riguardo al numero degli artisti africani presenti all'evento… In qualche modo è un evento realmente positivo e potrà fare la differenza - si è già creato un dibattito in cui siamo tutti coinvolti». Albarn aveva fatto parte dello staff del Live 8, ma se ne era allontanato lamentandosi che l'evento gli sembrava «troppo anglosassone».
22 giugno: Negli USA, MTV, MTV2, mtvU, e VH1 confermano tutti che trasmetteranno dal vivo il Live 8 iniziando a mezzogiorno. Country Music Television e VH1 Classic mostreranno per il loro pubblico i punti salienti il 3 luglio.
23 giugno: Tutti i 35.000 biglietti per lo spettacolo canadese sono stati venduti in meno di 20 minuti da quando erano stati resi disponibili online.
24 giugno: Annuncio del Live 8 giapponese e sudafricano. Tra gli artisti del concerto di Tokyo ci sono Björk e Good Charlotte; a Johannesburg saranno invece presenti star africane come 4Peace Ensemble e Oumou Sangare.
27 giugno: Annuncio del Live 8 russo. Lo show si terrà nella Piazza Rossa di Mosca. Tra gli artisti partecipanti vi sono i Pet Shop Boys e i Bravo.
28 giugno: La ABC annuncia che trasmetterà un programma di due ore con i punti salienti il 2 luglio.
2 luglio: AOL Music trasmetterà parti di concerto da ogni città live e on demand su Aolmusic.com.
2 luglio: Comincia ad Edimburgo la marcia contro la povertà che prosegue in maniera pacifica. Si stima siano presenti alla marcia centomila persone. Il concerto comincia.
6 luglio: Concerto di chiusura a Edimburgo.

## Biglietti
Nonostante i concerti fossero gratuiti, 66.500 coppie di biglietti per il concerto di Hyde Park (Londra) furono assegnati il 13 giugno ai vincitori di un concorso via SMS che era cominciato lunedì 6 giugno 2005. L'iscrizione al concorso consisteva nell'inviare un SMS contenente una risposta a una domanda a scelta multipla, e costava £1,50. I vincitori furono estratti a caso fra coloro che avevano risposto correttamente. La capacità del luogo dove doveva aver luogo il concerto era di 145.000 persone, ma più di 2 milioni di SMS furono spediti durante il concorso per assegnare i biglietti, arrivando a quasi 3 milioni. Ciascun messaggio aveva più o meno una possibilità su 28 di vincere. I primi £1,6 milioni guadagnati in questo modo dovevano essere elargiti all'associazione Prince's Trust, che ne avrebbe a sua volta donati una parte alla associazione Help A London Child; l'associazione Prince's Trust è l'organizzatore del concerto Party in the Park che si svolge ad Hyde Park in luglio, evento cancellato nel 2005 per dare ospitalità al Live 8. In effetti, la questione della donazione di 1,6 milioni di sterline si rivelò in seguito essere frutto di un fraintendimento; i proventi degli SMS furono interamente devoluti al finanziamento del Live 8 stesso.
Alcuni di coloro che avevano vinto i biglietti li misero immediatamente in vendita sul sito di aste on line eBay, con l'intenzione di trarne dei profitti. Questo fu pesantemente criticato dagli organizzatori dell'evento, incluso Bob Geldof. Inizialmente, eBay difese la sua decisione di lasciare che l'asta proseguisse, perché non esistevano leggi che fossero contro tale vendita. Promisero inoltre di fare una donazione al Live 8 che voleva essere «almeno uguale alle commissioni» che avrebbero ottenuto da tali vendite. Molte persone, irritate per l'idea che qualcuno volesse sfruttare il Live 8 per far soldi, immisero offerte false del valore di milioni di sterline, in modo tale da costringere quei venditori a ritirare le loro offerte. Fu annunciato successivamente che eBay, sotto la pressione del Governo Inglese, della popolazione, e di Geldof stesso, avrebbe ritirato tutte le aste di biglietti. Altre persone, tuttavia, hanno sostenuto che la vendita di biglietti non avrebbe causato alcun danno, poiché, essendo il Live 8 una iniziativa benefica, la messa all'asta di alcuni biglietti avrebbe aiutato coloro che non erano riusciti a vincerne uno a partecipare lo stesso al concerto.
Situazioni del genere si verificarono anche per l'evento di Edimburgo e per quello canadese; allo stesso modo, eBay bloccò la vendita dei biglietti. 35.000 biglietti per lo spettacolo canadese furono distribuiti in soli 20 minuti il 23 giugno, 2005, così come riportato da Ticketmaster.

## Critiche

### La mancanza di artisti africani
Il gruppo londinese Black Information Link descrive la lista degli artisti presenti a Hyde Park come idealisti bianchi, facendo notare che Mariah Carey e Snoop Dogg sono gli unici non bianchi che si esibiranno all'evento. Damon Albarn appoggiò questa critica dicendo che «Il Regno Unito è straordinariamente variegato. Qui più che altrove la cultura nera è parte integrante della cultura, quindi perché l'evento è così fortemente anglosassone?».
Albarn si è poi detto felice visto che gli organizzatori del Live 8 abbiano recepito il suo punto di vista: il 21 giugno ha infatti dichiarato che «Ho detto che c'erano alcune cose che non tornavano rispetto al numero di artisti africani. […] Questo mio punto di vista è stato compreso e ciò è stato un bene. Il Live 8 segnerà una differenza: si è già creato un dibattito in cui tutti siamo coinvolti. […] Sicuramente avrò detto qualcosa riguardo al numero di musicisti africani presenti all'evento. […] In qualche modo era ben indirizzato e giusto. […] Ma il Live 8 può fare la differenza – si è già creato un dibattito in cui tutti noi siamo coinvolti».
Un portavoce del Live 8 aveva detto che un certo numero di artisti neri erano stati invitati a partecipare e che l'evento avrebbe rappresentato un «elemento urbano di vaste dimensioni», e aveva evidenziato il numero di artisti di origini africane, come Ms Dynamite. Tuttavia, Youssou N'Dour rimaneva l'unico artista africano scritturato fra i principali concerti. Dapprima Bob Geldof spiegò che, poiché era intenzionato a raggiungere il più vasto pubblico possibile, aveva scritturato i cantanti più noti; alcuni obiettarono che, anche se questo fosse stato l'unico criterio di selezione rilevante, erano stati scritturati alcuni artisti bianchi minori ben meno conosciuti di alcuni celebri cantanti africani. Bob Geldof venne accusato di aver peggiorato la situazione annunciando un cast di soli artisti africani (Africa Calling) in un concerto da tenersi in Cornovaglia all'Eden Project, lo stesso giorno dei concerti principali del Live 8. Questo "recintare" i cantanti africani lontano dai principali concerti è stato descritto come un rigurgito di apartheid.

### Aspetti generali
Così come per altri eventi di beneficenza prima di questo, il Live 8 si trovò di fronte alle critiche dei media. Alcune di queste critiche non erano rivolte specificatamente al Live 8, ma erano rappresentative di un particolare punto di vista riguardo all'atteggiamento occidentale nei confronti dell'Africa e facevano parte di argomentazioni morali già espresse in passato. Inoltre, alcune critiche erano rivolte a Geldof stesso e alle motivazioni del Live 8: «Sono giunto, in maniera riluttante, alla conclusione che il Live 8 abbia a che fare sia con la voglia di Geldof di mostrare la sua capacità di influenzare i presidenti e i primi ministri che con il mettere in evidenza le potenzialità dell'Africa. Certamente Geldof non appare interessato alla forza dell'Africa, ma solo a un'Africa in ginocchio».
Geldof è stato criticato per essersi servito dell'Africa come "passerella" più per riportare in carreggiata la carriera di vecchie rock stars che per aiutare i poveri in Africa. Ad esempio, alcuni fan e critici musicali avvertirono che certi cast, come quello a Barrie, non solo erano etnicamente omogenei, ma non erano nemmeno adatti per catturare l'attenzione dei più giovani.
Molte associazioni benefiche avevano in programma, per il 2 luglio, una marcia rivolta al summit del G8, e vennero colti di sorpresa dall'annuncio del Live 8, anche se poi, essendo la causa comune a entrambi, le proteste si afflievolirono. In sostanza, il nocciolo del problema era la contraddizione costituita da celebrità ricche che un giorno tuonano contro la povertà davanti alle masse, e il giorno dopo riprendono a realizzare e spendere i loro enormi profitti; la controcritica sottolineava però il fatto che queste celebrità non erano "ricche abbastanza" per poter cancellare il debito dei paesi. Damon Albarn propose che gli artisti delle case discografiche pagassero "una tassa", in quanto la pubblicità che si stavano facendo avrebbe incrementato le loro future vendite di dischi e aumentato i loro profitti. È importante notare che, tecnicamente, il Live 8 non è stato un evento benefico.
Molti, specie nell'Africa stessa, si lamentarono del comportamento neocolonialista rappresentato dal Live 8 e dal Live Aid, a seguito del quale gli occidentali si sentono obbligati a fare la carità a un immaginario bisognoso e sventurato Terzo Mondo. L'idea del condono del debito promossa dal Live 8 venne vista come la fornitura di un assegno in bianco ai governi africani, molti dei quali soffrono per fenomeni di corruzione e malgoverno, e che in passato hanno usato i condoni dei debiti per aumentare le spese militari. Altri hanno criticato l'evento per aver ignorato le cause profonde del problema africano e per aver proposto di risolvere complesse questioni politiche semplicemente elargendo del denaro.
In Regno Unito la polizia scozzese ha anche espresso il proprio timore per la sicurezza pubblica nel caso fosse stata organizzata una imponente marcia di protesta durante il G8, anche se in seguito avrebbero affermato che avevano preventivamente compiuto i dovuti preparativi tali da essere ottimisti sulla sicurezza delle persone.
A Filadelfia, i manager afroamericani si sono lamentati per il fatto che ai venditori afroamericani non era stata data la possibilità di offrire prodotti nell'area del concerto. John Street, sindaco di Philadelphia, ha promesso in risposta che il 30% delle bancarelle sarebbero state assegnate alle minoranze.

## Trasmissioni
Come coi concerti originali Live Aid, la BBC ha trasmesso il Live 8 per gli spettatori europei.
Essendo l'unica a trasmettere tutti i concerti Live 8, America Online ha mandato in onda ogni spettacolo interamente in diretta via Internet, e sono rimasti disponibili agli spettatori per sei settimane a seguire gli spettacoli.
In Australia, Nine Network ha mostrato spezzoni degli spettacoli dalle 20:30 alle 22:45 di domenica sera (ora locale). Il canale a pagamento Fox 8 ha trasmesso i concerti dalle 21:30 ora locale di sabato sera alle 10 di domenica mattina. Le stazioni radio del circuito Austereo, inclusa Triple M in alcune città, ha trasmesso i concerti dalle 23 di sabato sera in avanti.
In Austria l'intera giornata è stata trasmessa dal vivo dal canale ATV+.
In Belgio JIMtv ha trasmesso l'evento da diversi posti tra le 16.00 e le 03.00 del mattino.
In Brasile MTV Brasile ha trasmesso l'evento in diretta.
In Canada CTV ha trasmesso l'intero concerto canadese insieme a selezioni di performance live provenienti dagli altri otto concerti del 2 luglio.
Nella Repubblica Ceca lo spettacolo è stato trasmesso dal vivo dal canale pubblico CT2 (dalle 15:00 alle 23:00 e dalle 23:25 all'1:00).
In Danimarca l'intera giornata è andata in onda in diretta su DR: la copertura dei concerti è stata condivisa da DR1 e DR2.
In Finlandia i concerti sono stati trasmessi da YLE: YLE TV 2 17.00 - 18.00, 18.45 - 21.00, 22.20 - 04.00 e YLE Teema 16.00 - 03.00
In Francia è stato trasmesso dal canale commerciale M6. Dapprima c'è stato il collegamento con il Live 8 di Londra, e nel tardo pomeriggio quello con Parigi. A tarda sera c'è stato il riassunto con le migliori scene del Live 8.
In Germania l'intera giornata è stata trasmessa dalla Phoenix. Nel pomeriggio molte stazioni locali ARD si sono collegate dal vivo liberamente. Più tardi nella giornata e domenica ci sono state trasmissioni in differita su EinsFestival, EinsPlus, DasErste. Tutti i canali sono trasmessi FTA in Europa via satellite.
In Irlanda l'emittente statale RTÉ ha trasmesso il concerto dal vivo. RTÉ2: 14.00 — 17.00, 19.20 — 00.05 e RTÉ1: 17.00 — 18.00.
In Italia lo spettacolo è stato trasmesso dal canale pubblico Rai 3 seguendo l'intero evento grazie a collegamenti in diretta con gli altri otto concerti del 2 luglio. Inoltre la televisione satellitare SKY Italia ha proposto sul proprio Canale 109 un mosaico interattivo con la possibilità di vedere contemporaneamente la diretta da quattro palchi.
In Israele è stato trasmesso dal canale Israel 10 dalle 16:00 alle 21:00 e dalle 22:30 alle 3:00 del mattino.
Nei Paesi Bassi è stato trasmesso dal canale pubblico Nederland 3 tra le 15.00 CET e le 03.00 CET.
In Norvegia, lo spettacolo è stato trasmesso dal vivo dai 2 canali televisivi pubblici di NRK.
In Polonia, è andato in onda dal vivo sul canale TVN
In Spagna, lo spettacolo è stato trasmesso dal vivo dal canale pubblico TVE 2 (dalle 16:00 alle 18:15 e dalle 21:00 alle 03:00 GMT+1). Ainhoa Arbizu e Neil Solè hanno ospitato la trasmissione spagnola degli spettacoli.
In Svezia, Sveriges Television ha programmato di trasmettere l'evento non-stop su AVT1 dalle 15:00 alle 18:15 e dalle 21:00 a mezzanotte e su SVT2 dalle 18:15 alle 21:00 e dalla mezzanotte alle tre del mattino.
In Svizzera il live 8 è stato trasmesso solo in parte dal canale SF2.
Nel Regno Unito, lo spettacolo di Londra è stato trasmesso dal vivo dalle 13:00 GMT sul canale BBC Two fino alle 16:15 GMT quando la copertura è stata spostata su BBC One fino a mezzanotte BST. BBC One ha poi trasmesso lo show di Philadelphia fino alle 3:35 GMT di domenica. Repliche sono state trasmesse sul canale BBC Three dalle 19:00 GMT to 3:00 GMT domenica. Ci sono state trasmissioni dedicate al Live 8 anche da parte delle radio della BBC e da parte delle maggiori radio commerciali. La copertura è stata parzialmente interrotta dalla sovrapposizione del singolare femminile di Wimbledon, portando il ripristino della copertura su BBC One a una differita di circa 15 minuti.
Negli Stati Uniti d'America l'evento è stato trasmesso in larga parte da MTV, MTV2, MTVU (il nuovo canale MTV orientato agli universitari) e VH1, saltando da un concerto all'altro e mostrando anche particolari come interviste ai cantanti e alle persone dell'organizzazione.  La trasmissione è iniziata a mezzogiorno ora locale, cioè appena dopo l'inizio del concerto a Filadelfia.
Altre reti possedute da Viacom, Countru Music Television e VH1 Classic hanno mandato in onda i concerti il giorno seguente, 3 luglio, intervistando gli artisti.
ABC ha acquistato i diritti, concessi da America Online, e ha trasmesso uno show di due ore in prima serata nel giorno del concerto, 2 luglio. Lo speciale conteneva speciali spezzoni dei concerti.
XM Satellite Radio ha trasmesso i concerti da Filadelfia, Londra, Parigi, Berlino e Roma.  Gli altri cinque concerti di (Tokyo, Barrie, Johannesburg, Cornovaglia, and Edimburgo) sono stati mandari in onda via radio.